# Bedeutende Kurstädte Europas
Unter dem Titel Bedeutende Kurstädte Europas (englisch The Great Spa Towns of Europe) wurde ein Zusammenschluss von elf traditionsreichen und in ihrer Bedeutung herausragenden europäischen Kurstädten im Jahr 2021 in das UNESCO-Welterbe eingetragen.
Drei dieser Städte liegen in Deutschland (Baden-Baden, Bad Ems, Bad Kissingen), drei in Tschechien (Franzensbad, Karlsbad, Marienbad) und jeweils eine in Österreich (Baden), Belgien (Spa), Frankreich (Vichy), Italien (Montecatini Terme) und im Vereinigten Königreich (Bath).
Die von der UNESCO ausgezeichneten Kurstädte stellen ein außergewöhnliches Zeugnis des europäischen Kurphänomens dar, eines komplexen urbanen, sozialen und kulturellen Phänomens, das sich bereits in der Antike begründet und seine Blütezeit von 1700 bis in die 1930er Jahre erlebte. Die Orte sind historische Mode- und Kurbäder, die vor allem im 19. und frühen 20. Jahrhundert das Phänomen Kur und die Reise- und Kurgesellschaft in Europa prägten. Sie waren damit bedeutende Ankerpunkte in der Entwicklung des globalen Tourismus. Kurstädte werden durch Kurarchitektur und ihre speziellen Bautypen geprägt.
Das Verfahren bei mehreren Einzelobjekten oder mehreren voneinander getrennten Gebieten, bezeichnet die UNESCO als „serielle Nominierung“. Sie war nötig, um die geographische Verteilung der umfangreichen kulturellen Bandbreite von Kurstädten, ihre weitreichende territoriale und historische geopolitische Größenordnung und um die Vielfalt ihrer kulturgeschichtlichen Ausprägungen zu erfassen. Gemeinsam repräsentieren die Kurstädte das gesamte Spektrum der Entwicklung der Kurtradition mit all ihren materiellen und immateriellen Attributen.

## Vorgeschichte
Etwa ab 2005 unternahmen verschiedene europäische Kurstädte wie das tschechische Luhačovice, aber auch Spa und Wiesbaden Versuche, Welterbe zu werden. Der Antrag von Luhačovice konnte 2008 die UNESCO nicht überzeugen. Es kristallisierte sich im Prozess heraus, dass nur ein serieller Antrag Aussicht auf Erfolg haben würde. Zwischen verschiedenen Städten kam es dann zu Kontakten in dieser Frage, etwa 2008 zwischen Spa und Wiesbaden.
Vom 25. bis 27. November 2010 fand in Baden-Baden die Internationale Fachtagung „Europäische Kurstädte und Modebäder des 19. Jahrhunderts“ statt, die Impulse für das gemeinsame Bestreben der Bewerbung und die Auswahl relevanter Kurstädte setzte.
Im Sommer 2014 folgte die Aufnahme der Bewerbergruppe auf die UNESCO-Vorschlagsliste. Eine von den Städten eingerichtete unabhängige internationale Expertengruppe scheiterte zunächst in ihrem Bemühen, sich auf einen eindeutigen OUV (außergewöhnlicher universeller Wert) für die serielle Bewerbung zu einigen und über die Frage, ob die Zahl der Städte in der Gruppe reduziert werden müsse, um die Chancen insgesamt zu erhöhen.
Die beteiligten Staaten einigten sich auf eine neue Projektstruktur, die neben einer internationalen Arbeitsgruppe auch aus einer Steuerungsgruppe als oberstem Gremium besteht. Eine Vergleichsstudie, die die Bewerberstädte mit allen anderen in Frage kommenden Städte vergleicht, wurde in Auftrag geben und durchgeführt. Im Jahr 2016 wurde in der Folge die Zahl der Kurorte von 16 auf 11 reduziert.
Es folgten intensive gemeinsame Vorbereitungen zum Erstellen des Nominierungsdossiers.
Im Februar 2019 wurde der Antrag im UNESCO-Headquarters in Paris eingereicht. Im Sommer 2019 fand die Begutachtung der nominierten Stätten durch verschiedene ausgewählte Experten sowohl vor Ort als auch aus der Ferne statt.

## Der Antrag
Die Bewerbung erfolgte unter Federführung Tschechiens bzw. der Stadt Karlsbad (Karlovy Vary). Auch wenn die Bewerbung als Gruppe erfolgte, musste jede Stadt der Gruppe für sich genommen die Kriterien einer UNESCO-Welterbestätte erfüllen.
Mit elf Teilen von lebendigen Städten in sieben Nationen war die transnationale serielle Bewerbung ein komplexes und ambitioniertes internationales Projekt.
Eine Entscheidung über die Aufnahme der Great Spas of Europe in die Welterbeliste wäre ursprünglich im Sommer 2020 getroffen worden. Pandemiebedingt wurde die Sitzung des Welterbekomitees und damit auch die Entscheidung um Aufnahme in die UNESCO-Welterbeliste verschoben. Die positive Entscheidung über die Aufnahme der Great Spas of Europe in die Liste des UNESCO-Welterbes erfolgte am 24. Juli 2021.

## Liste der Welterbe-Städte
Die Städte der transnationalen Gruppe der „Bedeutenden Kurstädte Europas“ auf der UNESCO-Weltkulturerbeliste sind:

### Belgien
- Spa

### Deutschland
- Baden-Baden[2][3]
- Bad Ems[4]
- Bad Kissingen[5]
- (Ursprünglich zusätzlich dabei und 2016 ausgeschieden: Bad Homburg vor der Höhe,[6] Bad Pyrmont,[7] Wiesbaden[8])

### Frankreich
- Vichy

### Italien
- Montecatini Terme

### Österreich
- Baden (bei Wien)[9]
- (Ursprünglich zusätzlich dabei: Bad Ischl)

### Tschechien
- Franzensbad
- Karlsbad[10]
- Marienbad
- (Ursprünglich zusätzlich dabei und 2016 ausgeschieden: Bad Luhatschowitz, weiter als Einzelvorschlag auf der Tentativliste von Tschechien)

### Vereinigtes Königreich
- Bath (England)

## Dokumentarfilme
- Weltkulturerbe Bad Kissingen – Ein Juwel europäischer Bädertradition. 44 Min. Buch und Regie: Birgit Eckelt. Produktion: Bayerischer Rundfunk. Deutschland 2021 (Online in der BR Mediathek).